# Le Sars
Le Sars là một xã ở tỉnh Pas-de-Calais, vùng Hauts-de-France, Pháp.

## Địa lý
Le Sars có cự ly 16 dặm (26 km) về phía nam Arras, tại giao lộ của các tuyến đường D11 và đường D929.

## Dân số
| 1962                                                         | 1968 | 1975 | 1982 | 1990 | 1999 | 2006 |
| ------------------------------------------------------------ | ---- | ---- | ---- | ---- | ---- | ---- |
| 187                                                          | 211  | 178  | 166  | 163  | 172  | 177  |
| Số liệu điều tra dân số từ năm 1962: Dân số không tính trùng |      |      |      |      |      |      |

## Địa điểm nổi bật
- Nhà thờ St.Pierre, xây lại sau đệ nhất thế chiến.